# Zofia Tarnowska-Moss
Zofia Tarnowska-Moss, właściwie Róża Maria Jadwiga Elżbieta Katarzyna Aniela Tarnowska herbu Leliwa, (ur. 16 marca 1917 w Rudniku, zm. 22 listopada 2009 w Surrey, Anglia) – polska ziemianka i działaczka społeczna na uchodźstwie w czasie II wojny światowej, założycielka oddziału Polskiego Czerwonego Krzyża w Kairze i poetka.
Była dwa razy zamężna: raz przed wojną z krewnym, Andrzejem Tarnowskim, a po wojnie poślubiła anglika Ivana Williama Stanleya Mossa, po czym posługiwała się nazwiskiem Tarnowska-Moss, albo w skrócie Moss.

## Życiorys

### Młodość
Urodziła się w czasie I wojny światowej w Rudniku nad Sanem. Była córką Hieronima Tarnowskiego i Wandy Zamoyskiej oraz wnuczką Stanisława Tarnowskiego (1837-1917), profesora i rektora Uniwersytetu Jagiellońskiego i żony jego, Róży z Branickich, herbu Korczak. Dzieciństwo spędziła w rodzinnych majątkach w Rudniku i Dukli. Otrzymała staranne szkolenie w domu po czym była uczennicą w  Sacré Coeur koło Tarnowa. W młodości lubiła polowania, dobrze strzelała ze strzelby, a zamiast psa miała lisa. W wieku lat niespełna 20, dnia 4 lutego 1937, poślubiła Andrzeja Tarnowskiego, ze starszej gałęzi rodu, z którym osiedli w majątku w Górze Ropczyckiej. Ich pierworodny syn, Andrzej, umarł 21 lipca 1939 roku, w wieku niepełna 2 lat.

### II wojna światowa

#### Na uchodźstwie
Po rozpoczęciu II wojny światowej Zofia, jej mąż i brat ewakuowali się przed frontem (Zofia tak bardzo nie chciała opuszczać Polski, że na wszelki wypadek spaliła swój paszport) i postanowili przyłączyć się do pierwszych oddziałów, które wyprą armię niemiecką z Polski; podjąwszy wiele prób, po 17 września 1939 poczuli się zmuszeni przekroczyć zieloną granicę z Rumunią i przez Bukareszt dotarli do Belgradu, gdzie ciężarna Zofia z mężem pozostała do marca 1941 roku. Tam 5 lipca 1940 umarł w wieku niespełna jednego roku Jan, młodszy syn Zofii i Andrzeja. Być może śmierć we wczesnym dzieciństwie dwójki dzieci była prawdziwym powodem kryzysu ich małżeństwa w Tel-Awiwie w brytyjskiej wówczas Palestynie, gdzie dotarli 28 marca 1941.

#### Kair
W lipcu 1941 wyjechała z Palestyny do Kairu na zaproszenie księcia Youssefa Kamal ed-Dine (goszczącego w Polsce przed wojną). Tam zaczęła pracować dla Międzynarodowego Czerwonego Krzyża, poszukując zaginionych żołnierzy alianckich i odwiedzając rannych w szpitalach, pomagała też w kantynie wojskowej koło hotelu Shepheard. Gdy gen. Władysław Sikorski jako premier i głównodowodzący prowadził rozmowy w Kairze w listopadzie 1941, przy okazji zwrócił się do Zofii, by założyła i poprowadziła w Kairze oddział Polskiego Czerwonego Krzyża, co udało się jej dzięki pomocy p. Lampson, żony ambasadora brytyjskiego Milesa Lampsona, i Duncana Mackenzie z British Red Cross. W tym czasie zaprzyjaźniła się z królem Faroukiem i królową Faridą oraz z Krystyną Skarbek.
Kiedy w czerwcu 1942 r. Rommel rozwinął ofensywę w Egipcie i podszedł z wojskami niemieckimi na odległość 100 km od Aleksandrii, Kair został ewakuowany. Zofia pozostała w kairskim National Hotel, mimo że wielu jej znajomych odjechało do Palestyny. Odmówiła ewakuacji i kontynuowała pracę dla PCK, aż wszyscy wyjechali i nie było nic więcej, co mogłaby robić. Polskie poselstwo namawiało ją ponownie, by odjechała do Palestyny, ale odmówiła i zamiast się ewakuować, pojechała pociągiem do opuszczonej Aleksandrii, bliżej frontu, by być blisko oddziałów, które wkrótce pójdą w bój pierwszej Bitwy pod El-Alamejn. Tam okazała się jedynym gościem w hotelu, gdyż wszyscy innych uciekli. Ponieważ posuwanie się naprzód armii generała Rommla zostało zatrzymane, wróciła w lipcu 1942 do Kairu, by powitać tych powracających, którzy się wcześniej ewakuowali. Po śmierci gen. Władysława Sikorskiego nie była już dobrze postrzegana jako szefowa oddziału, który stworzyła, więc zrezygnowała z szefowania kairskiemu PCK.

#### "Tara"

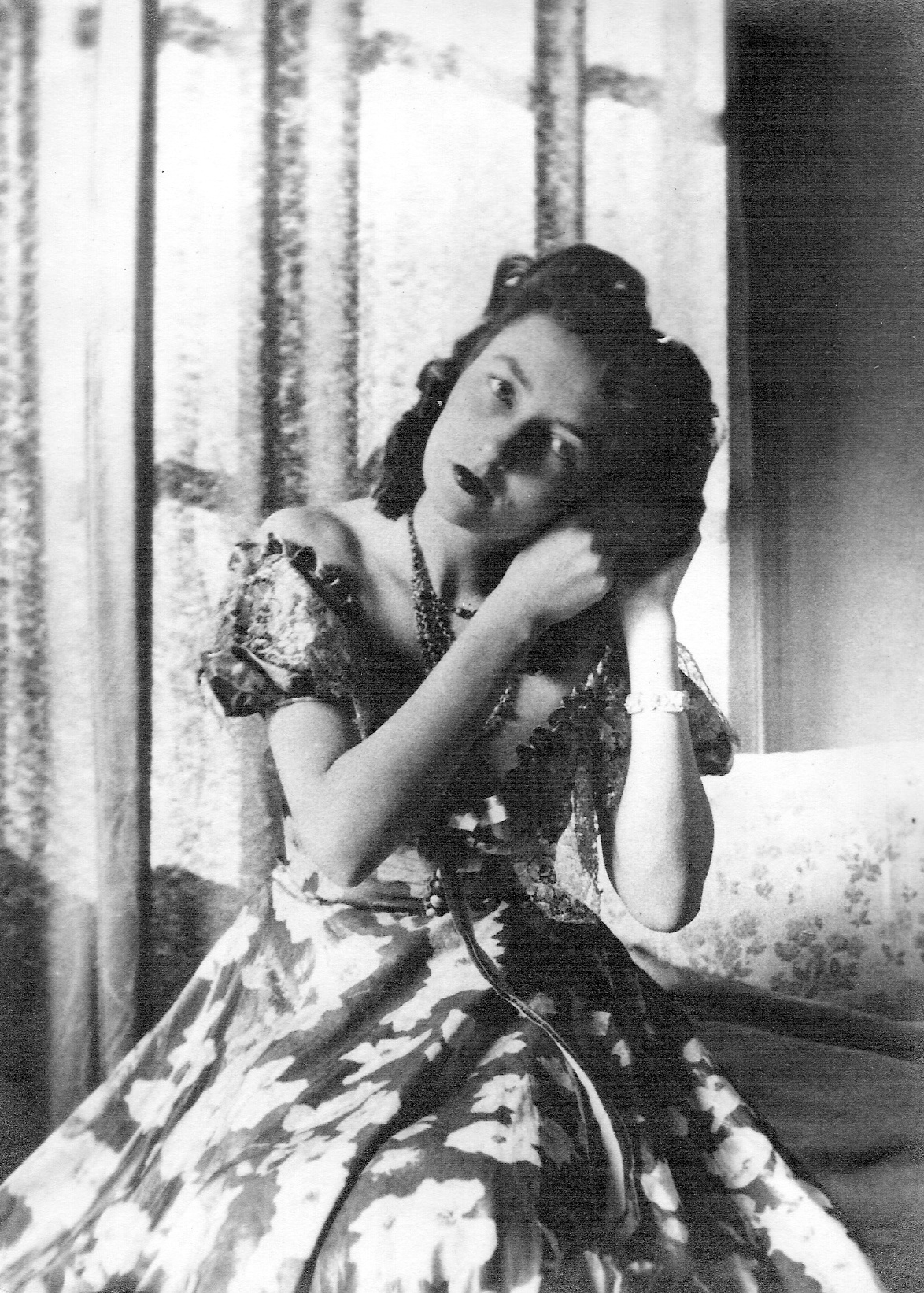
Zofia Tarnowska w kairskiej Tarze

W Kairze zakochała się kapitanie Williamie "Bill" Mossie, W r. 1943 kapitan Bill Moss znalazł przez przypadek obszerną i opuszczoną willę na położonej na Nilu wyspie Gezira, z wielką salę balową wyłożoną parkietem, którą 4-5 ludzi mogłoby dzielić zamiast żyć w hostelu Special Operations Executive (SOE) zwanym „Hangover Hall”, tj. siedzibą kaca. Najpierw wprowadził się tam (bez szukania właścicieli i pytania ich o zgodę) kapitan Moss z zakupionym szczeniakiem wilczura, potem dołączył do niego Xan Fielding, który pracował na Krecie. Następnie agenci SOE Moss i Fielding poszukiwali sublokatorek. Z trzech kobiet, do których się zwrócili, dwie zrezygnowały, zatem agenci ubłagali Zofię, by ich nie zawiodła. I tak była związana uczuciem z kpt. Mossem, wprowadziła się więc na jesieni 1943 r. z niewieloma posiadanymi rzeczami (strojem kąpielowym, suknią wieczorową, mundurem i dwoma ulubionymi mangustami). Jej reputację w zamieszkanym wyłącznie przez mężczyzn domu ochroniła osoba całkowicie fikcyjnej opiekunki, pani Khayatt, która cierpiała na "niepokojąco słabe zdrowie" i była zawsze niedysponowana, kiedy przybywali goście. Później w willi zamieszkali Arnold Breene z dowództwa SOE oraz Patrick Leigh Fermor, oficer SOE, który spędził poprzednie 9 miesięcy na Krecie. Wówczas ukuto dla willi nazwę, "Tara" dla upamiętania mitycznego irlandzkiego cmentarzyska królewskiego Tara. Strój Zofii podobny do bohaterki Przeminęło z wiatrem każe się jednak zastanawiać, czy przynajmniej jej nie kojarzyła się ta nazwa z filmem wskazuje też na to inne zdjęcie Zofii przebranej w stylu Przeminęło z wiatrem, które opublikował jej bratanek Andrew Tarnowski w: "Ostatni mazur. Opowieść o wojnie, namiętności i stracie." zresztą tamże na str. 234 o nazwie willi pisze: "Tara" w Kairze "Willę nazwali Tara, na cześć legendarnej twierdzy irlandzkich królów zwierzchnich oraz posiadłości Scarlet O’Hary w Przeminęło z wiatrem". Wreszcie przyłączyli się do nich agenci SOE: Billy McLean, David Smiley (po powrocie z Albanii) i Rowland Winn, także działający wcześniej w Albanii.
"Tara" zdobyła renomę jako najbardziej ekscytującym miejscem w Kairze, ośrodkiem podejmującym dyplomatów, oficerów, pisarzy, wykładowców, korespondentów wojennych oraz Koptów i Lewantyńczyków bywających na przyjęciach, pod przewodnią ręką Princess Dneiper-Petrovsk'iej (hr. Zofii Tarnowskiej) i młodych poszukiwaczy przygód – Sir Eustace'a Rapiera (podpułkownika Neila (Billy’ego McLeana), Markiza of Whipstock (pułkownika Davida Smiley LVO OBE MC), Hona Ruperta Sabretache'a (Rowlanda Winna MC), Lorda Hughe'a Devildrive'a (majora Xana Fieldinga DSO), Lorda Pintpota (Arnolda Breene'a), Lorda Rakehella (podpułkownika Patricka Leigh Fermora DSO) i Mr. Jacka Jargona (kapitana Williama Stanleya Mossa MC.) W Tarze planowano także różne operacje SOE, np. plany porwania gen. Heinricha Kreipego, dowódcy niemieckich wojsk okupacyjnych na Krecie, kpt. Moss i ppłk Patrick Leigh-Fermor kreślili na zaparowanych kafelkach w łazience willi. W pierwszych miesiącach 1944 r. utarł się zwyczaj, że ilekroć ktoś z ich grupy wyruszał na misję, Zofia urządzała w malowniczych miejscach przyjęcie pożegnalne na jego cześć, a po żegnanego (zwanego za każdym razem „Joe”) w pewnym momencie wieczoru przyjeżdżał samochód i zabierał na akcję.
W zimie 1944 roku lokatorzy "Tary" musieli opuścić swą dotychczasową siedzibę, kiedy znalazł ich tam prawowity właściciel budynku i zmuszeni byli przenieść się do innego lokum. Lokatorzy "Tary" i ich przygody wojenne zostały upamiętniane filmem przygodowym Ill Met by Moonlight według książki Williama Stanleya Mossa.

### Rodzina

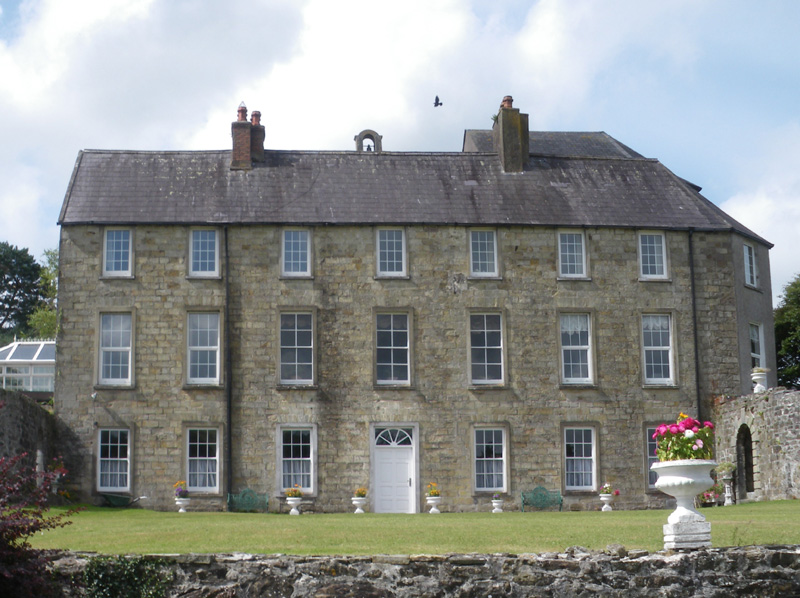
Riverstown House w leżącym na południowym zachodzie Irlandii hrabstwie Cork

26 kwietnia 1945 w Kairze Zofia poślubiła Ivana Williama Stanleya Mossa, zwanego "Bill" Moss, gdyż SOE wysyłała go do Syjamu i obawiali się, że mogą się już nie zobaczyć. Wesele wyprawili im przyjaciele z egipskiej rodziny królewskiej.
W końcu lat 40. małżonkowie przenieśli się do Anglii. Zofia i Bill Moss mieli troje dzieci: Isabelle Christine Mercedes (ur. 1949), której dano imię po przyjaciółce ich obojga i byłej agentce SOE Krystynie Skarbek, Sebastiana (który umarł w dzieciństwie) i Gabriellę Zofię (ur. 1954). Początkowo mieszkali w Londynie, następnie przenieśli się do Riverstown House w Hrabstwie Cork w Irlandii; później wrócili do Londynu, do Putney.
W latach 50. Bill Moss zajął się publikowaniem artykułów i książek. W roku 1950 ukazała się: Ill Met by Moonlight, będąca jego relacją z porwania (wspólnie z Patrickiem Leigh-Fermorem) w 1944 roku do Egiptu generała majora Heinricha Kreipego, dowódcy niemieckich wojsk okupacyjnych na Krecie i okazała się bestsellerem, a w roku 1957 została zekranizowana, a w 1952 roku ukazała się jej kontynuacja: A War of Shadows, poświęcona dalszym przeżyciom wojennych Mossa na Krecie, w Macedonii oraz w Tajlandii, która także okazała się poczytna i została zekranizowana.
Od 1957 r. Mossowie byli w separacji. Bill Moss zmarł w 1965 roku w Kingston na Jamajce.

### Wizyta do Polski
Kiedy Zofia opuszczała dom rodzinny w Rudniku w 1939 roku, ojciec powierzył jej na przechowanie proporzec z XVII wieku, należący do króla Szwecji Karola X Gustawa, który został porwany przez Stefana Czarnieckigo podczas porażki na terenie należącym do Tarnowskich, w ciągu Potopu. W 1957 r. Zofia, jej brat Stanisław (także mieszkający wówczas w Londynie) i ich kuzyn Jan zdecydowali się zdeponować ten proporzec w Państwowych Zbiorach Sztuki na Wawelu, gdzie do dziś pozostaje. Zofii i jej bratu Stanisławowi, gdy przyjechali do Polski, pozwolono obejrzeć z zewnątrz ich dom rodzinny w Rudniku (ale już nie pozwolono wejść do samego domu) oraz majątek Zofii i Andrzeja Tarnowskich w Górze Ropczyckiej. W obu miejscach zostali serdecznie powitani przez ludzi, mimo ówczesnej propagandy. Po upadku komunizmu jej bratanek Adam zdołał odkupić bardzo zniszczoną siedzibę w Rudniku i stopniowo ją wyremontować. Zofia i jej brat Stanisław podejmowali w Rudniku na kilku zjazdach przedstawicieli swego rodu.

### Na uchodźstwie w Anglii i Irlandii
Po wojnie Zofia zasadniczo mieszkała w Londynie, ale często robiła wypady do Irlandii, gdzie posiadała dom w hrabstwie Cork, zwłaszcza w porze letniej. Tam z zapałem poświęciła się ogrodnictwu. Sprzeciwiała się publikacji książki autorstwa swego bratanka Andrew Tarnowskiego. Przeczyła wiarygodności licznych podanych przez niego informacji, m.in. o jej ojcu.
Choć wiersze pisała jeszcze jako dziecko w Rudniku, zadebiutowała jako poetka dopiero w roku 2008 tomikiem własnych poezji pt. Wiersze, napisanych po polsku, w większości w czasach II wojny światowej w Kairze, a sumy pochodzące z jego sprzedaży przeznaczyła po części na Szkołę Podstawową w Tarnowskiej Woli, a po części na stypendia w PWSZ w Tarnobrzegu.
Zmarła w Wielkiej Brytanii, 22 listopada 2009 r., pochowana została początkowo na cmentarzu w Grayswood w hrabstwie Surrey, skąd jej szczątki doczesne sprowadzono, zgodnie z jej życzeniem, do rodzinnego Rudnika.

## Publikacje
- Bruno Schulz, My father joins the fire brigade, tłum. przekład William Stanley Moss i Zofia Tarnowska-Moss, w: Edmund Ordon, 10 Contemporary Polish Stories, Detroit: Wayne State University Press, 1958.
- Zofia Tarnowska-Moss, Wiersze, Tarnobrzeg: Witek Druk, 2008